# Afganistan na Letnich Igrzyskach Olimpijskich 2004
Afganistan na XXVIII Letnich Igrzyskach Olimpijskich w Atenach reprezentowała ekipa licząca 5 osób (3 mężczyzn i 2 kobiety).
Był to 11. start Afganistanu na letnich igrzyskach olimpijskich (poprzednie to 1936, 1948, 1956, 1960, 1964, 1968, 1972, 1980, 1988, 1996).

## Reprezentanci

### Lekkoatletyka
- 100 metrów kobiet: Robina Muqimyar – odpadła w eliminacjach (14,14)
- 100 metrów mężczyzn: Massoud Azizi – odpadł w eliminacjach (11,66)

### Boks
- waga półśrednia: Basharmal Sultani – zajął 17. pozycję

### Judo
- waga średnia: Friba Razayee – odpadła w pierwszej rundzie

### Zapasy
- waga piórkowa: Bashir Ahmad Rahmati – zajął 22. pozycję